# Alberto Falck
Alberto Falck (Mandello del Lario, 19 giugno 1938 – Milano, 3 novembre 2003) è stato un imprenditore italiano.

## Biografia
Dopo la laurea alla Bocconi entra nel 1964 nell'azienda di famiglia, occupandosi del settore amministrativo e finanziario. Era cugino di Giorgio, famoso anche per la sua passione per la vela, che nell'azienda di famiglia si occupò principalmente degli aspetti tecnici della produzione dell'acciaio introducendo notevoli innovazioni tecnologiche.
Alberto Falck dal 1982 diventa presidente del consiglio di amministrazione della società. A partire dagli anni novanta ha fortemente voluto la conversione della produzione aziendale: non più siderurgia, ma energie rinnovabili. Nel 2002 diventa presidente di Actelios, oggi Falck Renewables, operante nel settore della produzione di energia da fonti rinnovabili.
Malato di cuore, muore in un incidente stradale a seguito di un malore in via Giuseppe Verdi nel pieno centro di Milano, il 3 novembre 2003, investendo cinque persone.